# Имидж
Имидж (на английски: image – „образ“, „изображение“) е образ, представа, който е създаден в обществото или определена социална среда за отделен човек, група хора, институция или държава; значението на английското reputation има по-обхватен смисъл от българското репутация и за това, докато на английски reputation може да съдържа значението на image включително за организации, на български репутация се отнася по-скоро до личностните характеристики, докато имидж е за организационните и груповите.
Имиджът не може да бъде измислен или полиран, макар че би могъл да бъде променен. Ако вследствие на лоша организация, некачествени продукти или услуги, се оформи отрицателно мнение в обществото, то може да се промени към по-добро, само ако се заслужи с по-добра организация, по-качествени продукти или услуги.
Страната, която възприема, разкрива във възприемания обект общи черти, разкрива какво харесва и това, което не харесва, разбира какво казва другият и го нагажда спрямо собствения си свят.
Най-общо казано – имиджът е начинът, по който искаме да ни приемат и да въздействаме, това което казваме и без да говорим – до някаква степен той е общественото мнение, първата характеристика за едно нещо, най-горният слой на един обект, бил той човек или институция. В имиджът се крият и минали ситуации и запомненото от предишни ситуации – как е реагирал обектът преди, какво е правил, как се е държал спрямо другите.
Имиджът не е само образ, сътворен от специалиста по връзки с обществеността, той включва и онова, което сътворява въображението на публиката.
Когато някой казва „Аз имам добър имидж“ – това означава, че обектът се възприема добре в околния свят. Понякога това обаче може да е лъжлив имидж и самозаблуждение. По същия начин заблуждение може да е и лошият имидж – заблуждение, защото обществото е свикнало да изисква точно определени неща от другите, които ако бъдат нарушени, автоматично се приемат за лош имидж.
Имиджът зависи от това, което искаш да кажеш на отсрещната страна, така че да се породи интерес.
Имиджът може да се развива, като хората научават все повече и повече за неговия субект.

## Видове имидж
- Огледален имидж – отразява представата на организацията и нейните лидери или ръководители за нея, резултат е от недостатъчната информация, нереалистичен, неточен.
- Множествен имидж – обединява най-разнообразни мнения на служителите на организацията за самата нея, възникнали под въздействието на вътрешната организационна среда и контактите с външни публики.
- Корпоративен имидж – представлява сборен образ между огледалния и текущия имидж на организацията, основаващ се на нейната репутация и поведение в обществото, интегриран образ от цялостното развитие и състояние на организацията.
- Желан имидж – той се отнася до новите организации, които все още нямат изграден образ и заявяват своето желание за неговата позитивна същност.
- Текущ имидж – изразява представата на външните публики за организацията в даден момент като резултат от тяхната информация, познания, впечатления и опит, чрез него се изследва текущата ситуация при съставянето на PR програмите.
- Оптимален имидж – предава оптимално вярно мнението, разбирането на публиките за същността на организацията.

## Изграждане на имидж
За някои хора личностната марка е процес, в който хора и техните кариери се назовават като марка. Предишната техника за самопомощ е била насочена към самоусъвършенстване, докато идеята за личностния брандинг предполага, че успехът идва от цялостността на личността. С по-подробно обяснение това е цел, която принадлежи на определен индивид или личност и включва, но не само тяло, дрехи, имидж и знание и заедно водят до впечатлението за уникалност и неповторимост. Терминът за първи път е използван и дискутиран през 1997 г. в статия от Том Питърс. Персоналният имидж много често включва употребата на нечие име върху различни продукти. Например, известният факир в областта на недвижимите имоти Доналд Тръмп използва последното си име главно върху сградите или продуктите си, които произвежда (например пържолите на Тръмп).
Личният имидж, самопозиционирането и всички индивидуални марки под каквото и да е име, са били за пръв път представени през 1937 г. в книгата „Мисли и забогатей“ (Think and Grow Rich) от Наполеон Хил. Идеята се появява по-късно през 1981 г. в книгата „Позициониране: Битката за твоя ум“ (Positioning: The Battle for Your Mind) от Ал Рийс и Джак Траут.